# Affaire-Depala vas
De affaire-Depala vas (1994) is een van de spraakmakendste politieke affaires in Slovenië sinds de onafhankelijkheid en leidde tot het aftreden van de toenmalige minister van defensie Janez Janša. 
Op 20 maart 1994 werd Milan Smolnikar, medewerker van de binnenlandse inlichtingendienst, in het dorp Depala vas bij Domžale gearresteerd door vier leden van het Sloveense leger (soldaat Darko Njavro, lid van de eerste speciale brigade, Robert Suhadolnik en twee leden van de militaire inlichtingendienst Simon Krejan en Andrej Podbregar). Als reden van de arrestatie gaf het ministerie van defensie op, dat Smolnikar in het bezit was van vertrouwelijke documenten van het ministerie van defensie. Smolnikar zou zich toegang hebben verschaft tot deze documenten via zijn positie bij het ministerie van binnenlandse zaken. De omstreden documenten werden volgens defensie in de auto van Milan Smolnikar aangetroffen. De dossiers zouden aantonen dat op het ministerie van defensie plannen voor een staatsgreep waren gesmeed. Later is gebleken dat de documenten bewust vervalst zijn door de militaire inlichtingendienst om te achterhalen met welke personen Smolnikar in contact stond. 
Een kernthema in de discussie rond de arrestatie vormde het feit, dat het ministerie van defensie onder leiding van minister Janez Janša rechtstreeks ingreep in competenties, die niet aan militaire maar civiele opsporingsinstanties waren voorbehouden (politie). Dat wekte onder meer onaangename herinneringen aan het communistische verleden, waarin militaire instanties op eigen vuist en willekeurig burgers vervolgden. Na maatschappelijk protest volgde de roep om het vertrek van de minister van defensie Janša, die aanvankelijk weigerde op te stappen. Premier Janez Drnovšek legde vervolgens het parlement het ontslag van Janša voor, wat werd aanvaard in stemming. Hierna verliet Janšas Sociaaldemocratische Partij van Slovenië de coalitie.
De vier betrokken ambtenaren van het Sloveense leger werden in de nasleep vervolgd door justitie. Eerst in 2003 werd het viertal schuldig bevonden aan vrijheidsberoving van Smolnikar, maar er werd geen straf opgelegd omdat volgens de rechter geen sprake was van gewelddadige vrijheidsberoving. De casus verjaarde 20 maart 2004, zodat het beroep nooit kon worden afgerond. 
Op de achtergrond van de affaire speelde de plaats die defensie in de Sloveense samenleving kan en moet innemen. De competentiestrijd tussen twee hoofdrolspelers uit de onafhankelijkheidsoorlog Janez Janša en toenmalig minister van binnenlandse zaken Igor Bavčar speelde volgens commentatoren eveneens een grote rol.